# ژان دو مون
ژان دو مون (به فرانسوی: Jean de Meun) شاعر قرن سیزدهم میلادی اهل فرانسه است.